# Johann Adolf von Schultes

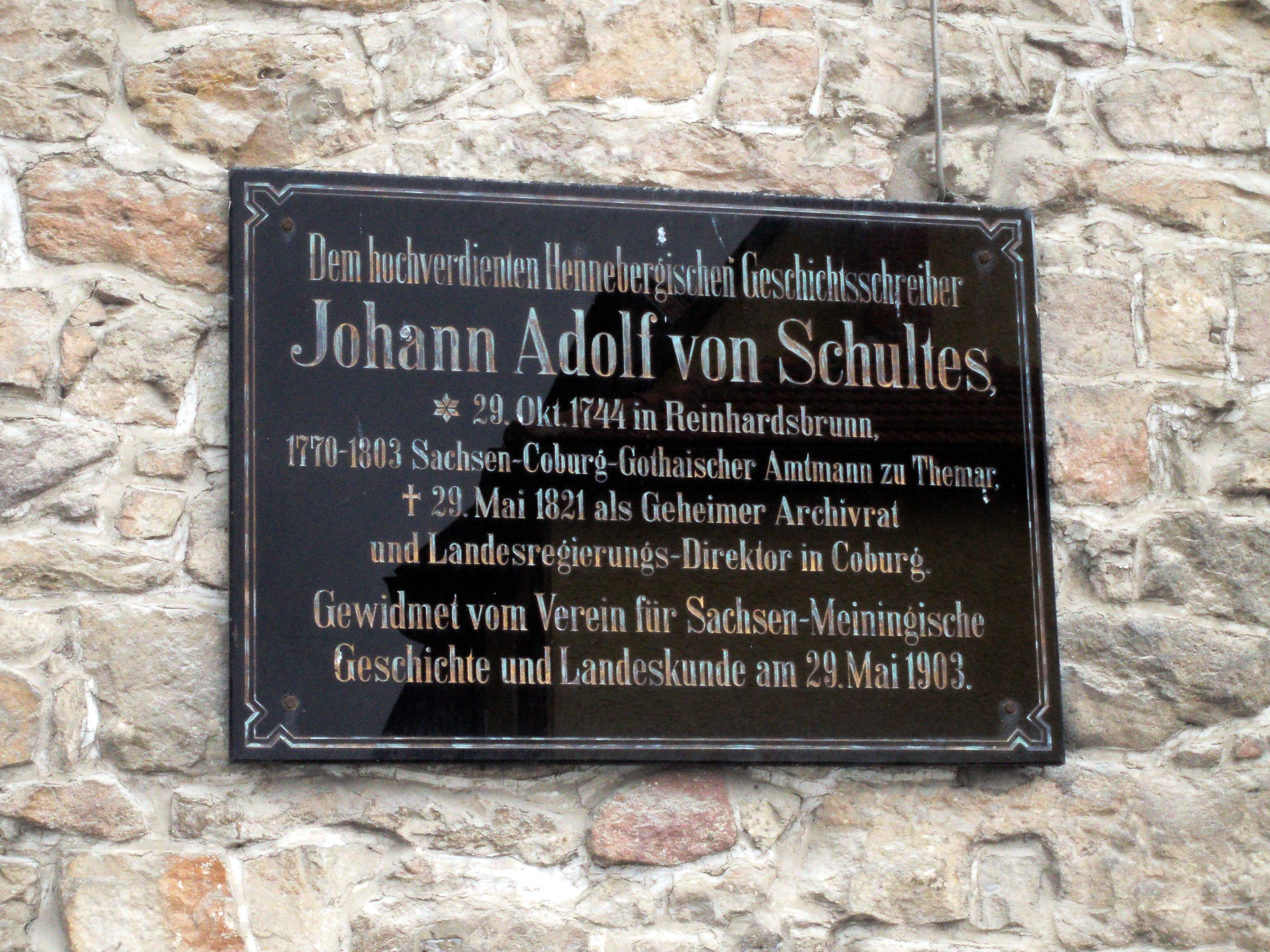
Gedenktafel für Schultes

Johann Adolph Schultes, ab 1797 Johann Adolph von Schultes, modernisiert Johann Adolf von Schultes, (* 29. Oktober 1744 in Reinhardsbrunn; † 29. Mai 1821 in Coburg) war ein deutscher Archivar und Historiker. Bleibende Verdienste erwarb er sich durch die Aufarbeitung der Geschichte der Grafschaft Henneberg und der daraus hervorgehenden Territorien bis zum Jahr 1800.

## Herkunft
Der Vater von Johann Adolf Schultes, Heinrich Wilhelm Schultes (1702–1770), war zunächst sächsischer Amtmann zu Reinhardsbrunn, wurde 1751 fürstlicher Rat und übernahm spätestens 1757 die Stelle des Amtmanns in Themar, das unter gemeinsamer Herrschaft der Fürstentümer Sachsen-Gotha-Altenburg und Sachsen-Coburg-Saalfeld stand, nachdem der seitherige Amtmann von Breitenbach, der Besitzer des sogenannten Vorderen Schlosses in Henfstädt, gestorben war. Heinrich Wilhelm Schultes war verheiratet mit Johanna Maria Gotter (1710–1780), der Tochter des Ludwig Andreas Gotter und seiner Ehefrau Susanna Katharina Zinkernagel.

## Leben
Das siebte und jüngste Kind war Johann Adolf Schultes, am 29. Oktober 1744 in Reinhardsbrunn geboren. Johann Adolf Schultes besuchte das Gymnasium zu Schleusingen und von 1762 bis 1765 die Universität Jena zum Studium der Rechtswissenschaft. Nach Abschluss des Studiums wurde er zur Praxis in den Unterinstanzen des Amtes Themar zugelassen. 1770 wurde er seinem betagten Vater als gemeinschaftlicher Amtsverweser, Amts- und Hofadvokat beigegeben mit der Anwartschaft auf die Amtsnachfolge. Am 13. Juni 1771 wurde er als Nachfolger seines Vaters zum Amtmann in Themar benannt. An Besoldung bezog er außer Bargeld auch freie Wohnung im Amtshaus mit Nebengebäuden (Stallungen, Scheunen usw.), ebenso Naturalien, wie es damals üblich war.
Johann Adolf Schultes heiratete 1770 die in Kloster Veßra wohnende Johanna Charlotte Dorothea Spatz (1727–1791), Witwe des 1768 verstorbenen Johannes Carl Opitz. Das einzige Kind dieser Verbindung, Johanna Christiane Louise (1771–1856), heiratete 1792 Johann Friedrich Anton Fleischmann, Kabinettssekretär und Komponist am herzoglichen Hof in Meiningen.
Der junge Amtmann Schultes rechtfertigte das in ihn gesetzte Vertrauen und erhielt in kurzer Zeit ehrende Beförderungen in seinem Amt. Auf seine Eingabe hin wurde er von Kaiser Franz II. per Urkunde vom 5. Juli 1797 in den erblichen Reichsadelsstand erhoben, wodurch er Zugang zu den Familienstiftungen seiner zweiten bzw. dritten Ehefrau erhielt. 1792 hatte er Ernestine Antoinette Caroline Luise von Imhoff (1771–1795) geehelicht, 1796 deren ältere Schwester Friederike Eleonora Augusta Carolina (1768–1811). 1803 wurde er als Archivrat an das Landesministerium nach Coburg berufen und stieg dort 1808 zum Direktor der Landesregierung auf. Nachdem er sich im August 1817 aus gesundheitlichen Gründen vom Dienst suspendieren ließ, starb er bald darauf in Coburg, am 29. Mai 1821 im Alter von fast 77 Jahren.
Schon als Schüler interessierte er sich für die heimatgeschichtliche Forschung. Bald nach seiner Ernennung zum Amtmann in Themar begann Schultes mit seinen Forschungen zur Hennebergischen Geschichte. Schultes beklagte sich bitter über den geringen Absatz seiner Werke zur Geschichtsforschung und erwähnte dabei, dass Napoleon – als Muster für Darstellungen zur französischen Landesgeschichte – eine Übersetzung eines seiner Werke vorbereite.

## Ehrungen
1808 wurde er zum auswärtigen Mitglied der Bayerischen Akademie der Wissenschaften gewählt. Posthum wurde er 1903 in Themar mit einer Gedenktafel geehrt.
In Coburg war bis 2015 die Von-Schultes-Straße, heute Max-Brose-Straße, nach ihm benannt. Im Jahre 2023 wurde ein Teilstück der Straße ‚Am Güterbahnhof´ von der Uferstraße am Nina-Bellosa-Platz vorbei zum Wendeplatz hin in Von-Schultes-Straße umbenannt.

## Schriften
- Diplomatische Geschichte des Gräflichen Hauses Henneberg. 2 Bände. Adam Friedrich Böhme, Leipzig 1788 (Band 1) und 1791 (Band 2), mit Anhängen von zusammen 555 Urkunden.
- Neue diplomatische Beyträge zur Fränkischen und Sächsischen Geschichte. Teil 4. Bayreuth 1792.
- Historisch-statistische Beschreibung der Gefürsteten Grafschaft Henneberg. Johann Gottfried Hanisch, Hildburghausen 1794–1815
  - Band 1, Abteilung 1/2: Einleitung in die Geschichte, Geographie und Statistik der Grafschaft Henneberg. 1794.
  - Band 1, Abteilung 3: Historisch-statistische Beschreibung des herzoglichen Sächsischen gemeinschaftlichen Amtes Themar. 1796.
  - Band 1, Abteilung 4: Historisch-statistische Beschreibung des herzoglichen Sächsischen gemeinschaftlichen Amtes Römhild. 1799.
  - Band 2, Abteilung 1: Historisch-statistische Beschreibung der Eisenachischen Ämter Lichtenberg und Kaltennordheim. 1804.
  - Band 2, Abteilung 2: Historisch-statistische Beschreibung des Herzoglich Sachsen Weimarischen Amtes Ilmenau. 1815.
- Sachsen Coburg-Saalfeldische Landesgeschichte, unter der Regierung des Kur- und fürstlichen Hauses Sachsen vom Jahr 1425 bis auf die neuern Zeiten. Ahl, Coburg 1822.